# Исидоро Сота
Исидоро Сота Гарсија (4. фебруар 1902 — 8. децембар 1976) био је мексички фудбалер (голман) који је учествовао на ФИФА светском првенству 1930 . Пошто је Оскар Бонфиљо индиректно крив за пораз мексичког тима од Француске, Сота је позван од стране селектора Сераљонга да заузме његово место у другом мечу. Играо је само у једној утакмици (против Чилеа) где је три пута био савладан. Сотин клуб за који је играо током своје каријере је био Клуб Америка. 
Његова два брата Хорхе и Ернесто Сота такође су били фудбалери. Умро је 1976. године.